# François Giroust
François Giroust (París, 1730 - Versalles, 1799) fou un músic i compositor francès. Des dels set anys fou nen de cor de Notre-Dame, i llavors aprengué música i després harmonia. Als dinou anys passà per Orleans com a director de la capella de música de l'església de la Santa Creu, retornant a París el 1775, on fou cridat per ocupar el càrrec de mestre de capella de l'església del Sants Innocents. Aconseguí la feina a causa de la fama de la que anava precedit com a compositor religiós. En efecte, el 1768 s'havia ofert un premi al millor motet vers un salm Super flumine Babiloniae; de les 25 composicions que si presentaren, només tres foren mereixedores de la recompensa, dues de les quals eren degudes a Giroust. Succeí a l'abat Gauzargues (1725-1799) com a superintendent de la música del rei. Malgrat del renom que adquirí, les seves composicions són molt mediocres. És autor de diversos oratoris i d'una òpera, Telèphe, que no arribà a representar-se.